# Can Sidric
Can Sidric és una obra de Santa Pau (Garrotxa) inclosa a l'Inventari del Patrimoni Arquitectònic de Catalunya.

## Descripció
Can Sidric és una casa de pagès situada a la Vall de Sant Martí Vell, prop del barri de Mascou. Disposa de planta i un pis. Va ser realitzada amb pedra volcànica i amb carreus ben tallats a les obertures i angles de la casa. Conserva una pallissa-corral de la mateixa època de la casa; l'accés s'hi realitzava per dues esveltes arcades avui cegades.

## Història
Els orígens de Can Sidric es poden remuntar a l'època feudal baronial. L'actual estructura demostra una construcció o remodelació realitzada a finals del segle XVII-XVIII, potser coincidint amb l'aixecament de les cases que avui formen el barri de Can Mascou: Can Llaurella o Llorella (1796), Can Lluent (1789) o Can Perot (1773). Can Sidric no va ser mai un gran casal. La història de la Vall de Sant Martí és molt antiga; per ella passava el camí prehistòric d'Emporium a Basi. En l'època feudal fou la seu de grans casals.